# Corregedoria

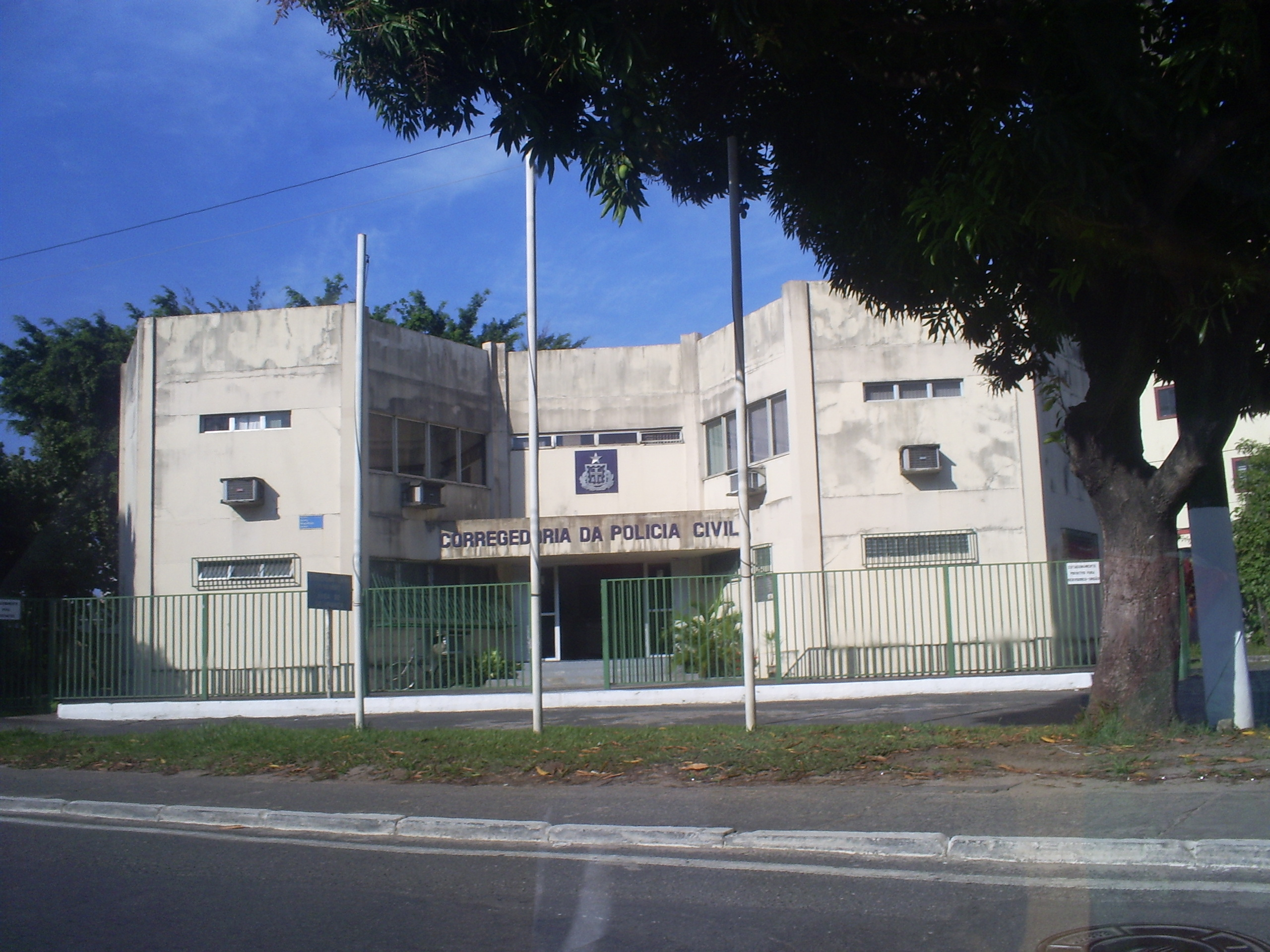
Corregedoria da Polícia Civil do Estado da Bahia - órgão fiscalizador da Polícia Civil

Corregedoria é uma área, um nicho (setor) específico dentro da Administração Pública voltada prioritariamente para apuração e responsabilização de agentes/servidores públicos, em face de seus erros de conduta, devidamente previstos na legislação. Pode ser na esfera federal, estadual ou municipal, assim como do Poder Executivo, Legislativo ou Judiciário.
Em geral, cada instituição possui sua própria corregedoria, que atua também capacitando seus servidores acerca das principais situações (faltosas) verificadas, com vistas a prevenção. É uma importante ferramenta de gestão pública, na medida em que fomenta a integridade da instituição.